# بزمجرد (دشتابي الشرقي)
بزمجرد (بالفارسية: بزمجرد) هي قرية تقع في إيران في قسم دشتابي الشرقي الريفي. يقدر عدد سكانها بـ 32 نسمة .